# 兰托莱布瓦
兰托莱布瓦（法語：Lintot-les-Bois，法語發音：[lɛ̃to le bwa]）是法国滨海塞纳省的一个市镇，属于迪耶普区。

## 地理
兰托莱布瓦（49°47'58"N, 1°4'23"E）面积2.81 平方千米，位于法国诺曼底大区滨海塞纳省，该省份为法国北部沿海省份，其西部及北部濒大西洋英吉利海峡，东起顺时针与索姆省、瓦兹省、厄尔省和卡爾瓦多斯省接壤。
与兰托莱布瓦接壤的市镇（或旧市镇、城区）包括：贝特勒维尔-圣旺、克里克托-叙隆格维尔、锡河畔克罗维尔、奥蒙维尔。

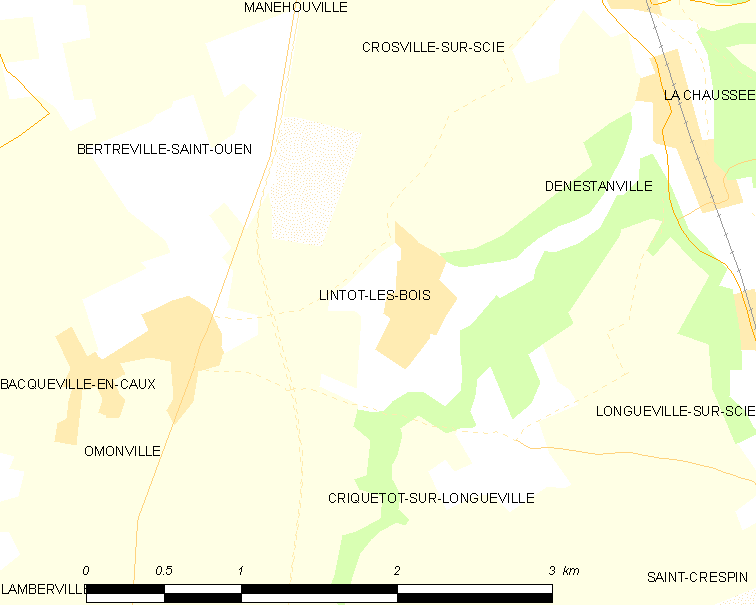
兰托莱布瓦的OSM定位图

兰托莱布瓦的时区为UTC+01:00、UTC+02:00（夏令时）。

## 行政
兰托莱布瓦的邮政编码为76590，INSEE市镇编码为76389。

## 政治
兰托莱布瓦所属的省级选区为吕讷赖县。

## 人口

1962-2008年间兰托莱布瓦人口变化图示

兰托莱布瓦于2022年1月1日时的人口数量为197人。